# Daniił Barczenkow
Daniił Gawriłowicz Barczenkow (ros. Дании́л Гаври́лович Барченко́в, ur. 17 grudnia 1917 we wsi Gołoszewka w obwodzie smoleńskim, zm. 30 maja 1950) – radziecki lotnik wojskowy, podpułkownik, Bohater Związku Radzieckiego (1945).

## Życiorys
Do 1935 skończył 7 klas szkoły we wsi Krugłoje w rejonie rudniańskim, a w 1936 szkołę kolejową, 1936–1938 pracował jako stolarz w fabryce mebli w Smoleńsku, w 1938 ukończył smoleński aeroklub. Od listopada 1938 służył w Armii Czerwonej, w 1940 skończył wojskową szkołę lotników w Odessie, służył w Siłach Wojskowo-Powietrznych na Dalekim Wschodzie, 1943 ukończył kursy doskonalenia szturmanów Sił Wojskowo-Powietrznych w Sol-Ilecku. Od sierpnia 1943 do maja 1945 uczestniczył w wojnie z Niemcami jako lotnik, zastępca dowódcy-szturman eskadry i dowódca eskadry 897 niszczycielskiego pułku lotniczego, walczył na Froncie Południowo-Zachodnim i 3 Froncie Ukraińskim. Brał udział w bitwie pod Kurskiem, wyzwoleniu Lewobrzeżnej i Prawobrzeżnej Ukrainy i zajmowaniu Rumunii, Bułgarii, Jugosławii, Węgier i Austrii. Wykonał 306 lotów bojowych na myśliwcach Jak-1, Jak-7, Jak-9 i Jak-3. W 52 walkach powietrznych osobiście strącił 21 (według innych danych: 19) samolotów wroga. Po wojnie służył w Siłach Wojskowo-Powietrznych w Południowej Grupie Wojsk stacjonującej w Rumunii, w 1948 ukończył wyższe oficerskie kursy lotniczo-taktyczne w Lipiecku, później był zastępcą dowódcy pułku lotniczego w Białoruskim Okręgu Wojskowym, w 1950 otrzymał stopień podpułkownika. Zginął w wypadku lotniczym przy wykonywaniu obowiązków służbowych. Został pochowany w Smoleńsku.

## Odznaczenia
- Złota Gwiazda Bohatera Związku Radzieckiego (29 czerwca 1945)
- Order Lenina (29 czerwca 1945)
- Order Czerwonego Sztandaru (trzykrotnie - 30 stycznia 1944, 30 maja 1944 i 12 stycznia 1945)
- Order Aleksandra Newskiego (ZSRR) (20 września 1944)
- Order Czerwonej Gwiazdy (20 września 1943)

I medale.